# Sendim da Ribeira
Sendim da Ribeira ist ein Ort und eine ehemalige Gemeinde (Freguesia) im portugiesischen Kreis Alfândega da Fé. In der Gemeinde lebten 92 Einwohner (Stand 30. Juni 2011).
Am 29. September 2013 wurden die Gemeinden Sendim da Ribeira und Parada zur neuen Gemeinde União das Freguesias de Parada e Sendim da Ribeira zusammengefasst.